# Anja Bayer
Anja Thea Bayer (* 10. März 1971 in Lafayette, Vereinigte Staaten) ist eine deutsche Bildende Künstlerin, Lyrikerin und ehemalige Kinderdarstellerin. Sie wurde 1983 durch ihre Rolle der älteren Annemarie Braun in der ZDF-Weihnachtsserie Nesthäkchen bekannt.

## Leben
Anja Bayer spielte im Alter von zwölf Jahren in drei Episoden der Fernsehverfilmung der ersten drei Nesthäkchen-Bände von Else Ury die ältere Annemarie Braun. Kathrin Toboll verkörperte das jüngere Pendant der Titelfigur.
Bayer studierte angewandte Theaterwissenschaft an der Justus-Liebig-Universität Gießen und Kunst an der Akademie der Bildenden Künste München. Sie beteiligte sich an Rauminstallationen und schuf Kunst im öffentlichen Raum sowie konzeptuelle Arbeiten in Gießen, Altötting, Frankfurt am Main, Köln und München. Anja Bayer schreibt Gedichte.
Nach einer berufsbegleitenden Ausbildung zur Logotherapeutin nach Viktor Frankl arbeitet sie in eigener Praxis in München.
Für die Sonderausstellung zum Anthropozän des Deutschen Museums kuratierte Anja Bayer in Kooperation mit dem Lyrik Kabinett eine Lesung zum Welttag der Poesie. 2016 erschien im Kookbooks-Verlag die von ihr initiierte Anthologie Lyrik im Anthropozän, die sie gemeinsam mit Daniela Seel herausgab.

## Veröffentlichungen
- ungewusstes Fell (= reihe staben. Band 06). Gutleut Verlag, Frankfurt am Main 2016, ISBN 978-3-936826-67-8.
- zusammen mit Daniela Seel (Hrsg.): all dies hier, Majestät, ist deins: Lyrik im Anthropozän. kookbooks, Berlin 2016, ISBN 978-3-937445-80-9.